# Rufino Bernedo
Rufino Bernedo, né le 21 décembre 1926, à Freire, au Chili et décédé le 3 février 2006, à Temuco, au Chili, est un ancien joueur chilien de basket-ball.

## Palmarès
- 3e du championnat du monde 1950, 1959